# Бекан
Бекан (Becán) са археологически разкопки на древен град на маите. Бекан се намира в централните части на полуостров Юкатан, на територията на днешния мексикански щат Кампече и приблизително на около 150 км северно от Тикал. В близост се намират руините на известните градове на маите Баламку, Калакмул, Чикана и Шпухил. Името Becan (Бекан) е дадено от археолозите, които работят на разкопките; на юкатански език значи: „пролом (или каньон) образуван от вода“, поради факта че Бекан е обграден от изкуствен ров.
Според археологическите доказателства Бекан е бил населен през средата на предкласическия период (накъде около 550 пр.н.е.) и няколко века по-късно към края на този период, популацията му расте и града се превръща в основен церемониален център. Населението и мащабите на строителство намаляват в началото на класическия период (около 250 г.), но все пак града остава важен център. В Бекан са намерени предмети от Теотиуакан, вероятно придобити от търговия между двата града. През този период е изградена и системата от ровове и валове около града. Площта на ровът, който обгражда града е около 25 хектара. Около 500 г. населението на град рязко се увеличава, построяват се много нови сгради основно в архитектурен стил – Рио Бек. Около 830 г. строежа на нови сгради е спрян. Намерена керамика показва че градът остава заселен още известно време – до около 1200 г., след което Бекан вероятно е изоставен.
Разкопките са документирани за първи път в специализирана археологическа литература през 1934 г. от археолозите Карл Рупърт и Джон Денисън след експедиция в района, тогава е дадено и името Becan (Бекан). Оригиналното име на града дадено му от маите не е известно.